# Xyzzors fitzgeraldae
Xyzzors fitzgeraldae is een rondwormensoort uit de familie van de Cyatholaimidae. De wetenschappelijke naam van de soort is voor het eerst geldig gepubliceerd in 1963 door Inglis.